# Pusztakettős megállóhely
Pusztakettős megállóhely egy Jász-Nagykun-Szolnok vármegyei vasúti megállóhely Tiszaszentimre településen, a MÁV üzemeltetésében. A névadó, különálló településrész keleti széle közelében létesült, közvetlenül a 3219-es út mellett, közúti elérését ez az út biztosítja
Nevezetessége, hogy egy kis múzeumot rendeztek be itt, ahol több régi vasúti jármű és egyéb eszköz is megtekinthető.

## Vasútvonalak
A megállóhelyet az alábbi vasútvonalak érintik:
- Karcag–Tiszafüred-vasútvonal

## Kapcsolódó állomások
A megállóhelyhez az alábbi állomások vannak a legközelebb:
- Kunmadaras vasútállomás (Karcag–Tiszafüred-vasútvonal)
- Tiszaszentimre megállóhely (Karcag–Tiszafüred-vasútvonal)

## Forgalom
Ebben a megállóban csak áprilistól októberig állnak meg a vonatok.
| Járat        | Útvonal | Gyakoriság                    |
| ------------ | --- | ----------------------------- |
| személyvonat | Karcag – Karcag-Vásártér – Berekfürdő – Kunmadaras (– Pusztakettős) – Tiszaszentimre – Tiszaszőlős – Tiszafüred-Gyártelep – Tiszafüred | Napi 2 pár, nyáron napi 4 pár |